# Sauç
Sauç (en francès Saux) és un antic municipi francès, situat al departament de l'Òlt i a la regió d'Occitània.
El municipi tenia Sauç com a capital administrativa, i també comptava amb els agregats de lo Carlar, Maus, Clavèl, lo Puèg, lo Breseguet i lo Sanairet.
El 2019 es va fusionar amb els municipis veïns de lo Bolben, Fargas i Sent Matre per a formar el municipi de Lo Bolben, Fargas, Sent Matre e Sauç.

## Demografia
| 1962                                       | 1968 | 1975 | 1982 | 1990 | 1999 | 2006 |
| ------------------------------------------ | ---- | ---- | ---- | ---- | ---- | ---- |
| 153                                        | 160  | 146  | 140  | 130  | 133  | 123  |
| Des de 1962: població sense dobles comptes |      |      |      |      |      |      |

## Administració
| Període   | Identitat      | Partit |
| --------- | -------------- | ------ |
| 1989-2001 | Roger Pouchet  | PCF    |
| 2001-     | Jeanine Ausset |        |